# Simfonijski orkestar Finskog radija
Simfonijski orkestar Finskog radija (fin. Radion sinfoniaorkesteri) finski je simfonijski orkestar sa sjedištem u Helsinkiju, koji djeluje u sklopu Finskoga radija (fin. Yleisradio Oy, Yle). Svoje koncerte orkestar uglavnom održava u Glazbenom centru u Helsinkiju.

## Povijest
Orkestar je osnovan 1927. godine kao Finski radijski orkestar s desetero glazbenika, a dužnost dirigenta, ali ne i šefa dirigenta, obnašao je Erkki Linko. Linko je do 1952. godine dirigirao za orkestar kao pomoćni dirigent. Toivo Haapanen je 1929. postao prvi šef dirigent orkestra, i na tom je mjestu ostao sve do svoje smrti 1950. godine. Tijekom svoje rane povijesti orkestar je nastupao uglavnom za potrebe Finskog radija ili na obilježavanju nekih obljatnica, ali je rijetko održavao vlastite koncerte. Do Drugog svjetskog rata (dakle, u 12 godina postojanja) orkestar je održao svega dvadeset javnih koncerata ili nastupa.
Nakon Drugog svjetskog rata, s novim ravnateljem koncerte dvorane, orkestar je zaposlio nove glazbenike i dostigao brojku od pedeset članova. U rujnu 1947. orkestar je održavao tzv. „Koncerte utorkom” u gradskoj vijećnici u Helsnikiju. Do 1953. godine orkestar je imao 67 glazbenika. Drugi šef dirigent orkestra, Nils-Eric Fougstedt, vodio je orkestar do svoje smrti 1961. godine. Tijekom vođenja orkestra proširio je repertoar koji je orkestar izvodio. Treći šef dirigent, Paavo Berglund, bio je violinst u orkestru deset godina nakon čega 1961. preuzima ulogu šefa dirigenta orkestra. Tijekom sedamdesetih orkestar je povećao broj stalnih članova na devedeset.
Jukka-Pekka Saraste, bio je šef dirigent od 1988. do 2001., ali i dalje radi honorarno kao pomoćni dirigent. Njega je na mjestu šefa dirigenta naslijedio Sakari Oramo, koji je tu dužnost obnašao do 2012. godine. Ranije je služio i kao koncertmajstor u orkestru, a već je u prosincu 2010. odlućio da će ga nakon isteka ugovora naslijediti Hannu Lintu, kao osmi šef dirigent. Lintu je početkom akademske godine 2013./14. sklopio ugovor na tri godine, nakon što je tijekom 2012./13. služio kao gostujući dirigent orkestra.
Orkestar izvodi uglavnom glazbu finskih skladatelja, a na repertoaru se, osim Jeana Sibeliusa, nalaze i Paavo Heininen, Joonas Kokkonen, Magnus Lindberg i Aarre Merikanto. No, osim finskih, orkestar izvodi skladbe nefinskih skladatelja, poput Gustava Mahlera, Carla Nielsena i Béle Bartóka.

## Šefovi dirigenti
- Toivo Haapanen (1929. – 1950.)
- Nils-Eric Fougstedt (1950.–1961.)
- Paavo Berglund (1962.–1971.)
- Okko Kamu (1971.–1977.)
- Leif Segerstam (1977.–1987.)
- Jukka-Pekka Saraste (1987.–2001.)
- Sakari Oramo (2003.–2012.)
- Hannu Lintu (2013. – trenutno)

## Vanjske poveznice
- Službene stranice (engl.)